# Gabriela Ortiz
Gabriela Ortiz Torres (Ciudad de México, 20 de diciembre de 1964) es una compositora y profesora mexicana. Su obra abarca música orquestal, de cámara y solista, además de escribir también para danza teatro y cine. Ha sido interpretada en festivales internacionales, como el Festival Internacional Cervantino, el Festival de Bourges en Francia, Electrifying Exotica y Plugged Festival en Londres, entre otros. Es miembro de El Colegio Nacional de México desde 2022. En 2025 fue distinguida con tres Premios Grammy: Mejor compendio clásico, Mejor interpretación orquestal y Mejor composición clásica contemporánea por Revolución diamantina.

## Biografía
Los padres de Gabriela Ortiz, Rubén Ortiz Fernández, arquitecto y guitarrista, y María Elena Torres Alcarás, cantante y músico aficionado, fueron miembros cofundadores de Los Folkloristas, de manera que su mayor influencia formativa en la infancia y adolescencia fue la música folclórica mexicana y latinoamericana. Asimismo su madre era pianista no profesional, y su abuelo un melómano que coleccionaba discos de música clásica y contemporánea.

### Formación musical
Pertenece a la generación creciente de mujeres compositoras nacidas en la segunda mitad del siglo XX. Estudió el bachillerato en el Colegio de Ciencias y Humanidades y la licenciatura en composición en la Escuela Nacional de Música donde fue discípula de Federico Ibarra, y en el Taller de Composición del Conservatorio Nacional de Música bajo la guía de Mario Lavista.
Estudió piano en la Escuela Ollin Yoliztli de la Ciudad de México, y más tarde con Robert Saxton en la Guildhall School of Music and Drama, gracias a una beca del British Council y se doctoró en Composición y Música Electroacústica en The City University de Londres bajo la supervisión de Simon Emmerson (1992).
Desde su producción temprana, destaca su capacidad de sintetizar un estilo sincrético en su música, en la que "se juntan la tradición europea, los recursos nuevos propios de la música contemporánea, y del jazz mediados con elementos mexicanos, procedentes incluso del México prehispánico".
Madre de una hija, ha enseñado composición en la Escuela Nacional de Música de la Universidad Nacional Autónoma de México.
En febrero de 2019 ingresó a la Academia de Artes de México, en una ceremonia que se llevó a cabo en la Sala Manuel M. Ponce del Palacio de Bellas Artes.

## Obra

### Revolución diamantina
Revolución diamantina es una partitura de ballet inspirada en la "revolución de la purpurina", que expone las manifestaciones feministas que se desarrollaron en México en el año 2019, en las que las manifestantes lanzaban purpurina rosa a la policía para denunciar la epidemia de violencia contra las mujeres y el aumento de los feminicidios. La pieza fue estrenada por la Filarmónica de Los Ángeles en 2023 bajo la dirección de Gustavo Dudamel, y grabada en directo en el Walt Disney Concert Hall en 2022.  Esta obra fue premiada con tres premios Grammy, entre ellos como la Mejor Composición Clásica Contemporánea.
Ortiz ya había abordado en trabajos anteriores como Río Bravo (2009) y Fronteras Líquidas (2014) el tema de los feminicidios en Ciudad Juaréz.

## Obras
- Revolución diamantina (2023) música para ballet con la Orquesta Filarmónica de Los Ángeles[4]
- Fronteras Líquidas (2014)[13]
- Sinfonía coral Luz de lava, encargada por la Universidad Nacional Autónoma de México para conmemorar su centenario. (2010)
- Río Bravo (2009)
- Altar de Piedra, concertante para percusiones y orquesta en tres movimientos (2003)
- Puzzle-tocas, para quinteto de vientos (2002)
- Altar de Muertos, para cuarteto de cuerdas y cinta (1996)
- Altar de neón, para cuarteto de percusión y orquesta de cámara (1995)
- El trompo, para vibráfono y cinta (1994)
- Concierto Candeal, para percusión (1993)
- Five Microetudes, para cinta (1992)
- Cuarteto n.º 1 (1988)
- Río de mariposas, para dos arpas y tambor de acero
- Huitzil (1989) para flauta de pico
- Divertimento (1985) para clarinete solo
- Patios (1988) para orquesta
- Concierto Candela (1993) para orquesta y percusiones
- Atlas-Pumas (1995) para marimba y violín
- Río de mariposas (1995) para dos arpas y steeldrum
- Zócalo-Bastilla (1996)
- Magna Sin (1992)

Ha compuesto también la banda sonora de las películas Por la libre (2000) de Juan Carlos de Llaca, Fronterilandia de Rubén Ortiz Torres (1995) y del cortometraje Síndrome de línea blanca, de Lourdes Villagómez (2003).

### Óperas
- Únicamente la verdad, videópera, en colaboración con su hermano Rubén Ortiz-Torres (2004)
- Ana y su sombra
- Luciérnaga, ópera de cámara. Monodrama musical para soprano, actor, ensamble de cámara y multimedia, con libreto de la dramaturga y escritora Silvia Peláez (2018). Comisionada por la UNAM en el marco de la Conmemoración del 50 aniversario del Movimiento Estudiantil de 1968.[14]

## Premios y reconocimientos
- Beca de la Fundación en Memoria de John Simon Guggenheim, por Únicamente la verdad en 2004.[15]
- Premio Nacional de Artes y Literatura otorgado por la Secretaría de Educación Pública de México en el rubro de Bellas Artes, en diciembre de 2016.[15]
- Primer lugar en el Concurso de Composición "Alicia Urreta".[16]
- Beca Jóvenes Creadores del Fondo Nacional para la Cultura y las Artes.[16]
- Medalla Mozart del Instituto Cultural Domecq, 1996.[16]
- Reconocimiento de la Asociación de Críticos de Teatro y Música por sus aportaciones a la nueva generación de compositores mexicanos.[16]
- Ingreso a la Academia de Artes de México.[10]
- Miembro de El Colegio Nacional.[17]
- En 2022 recibió la medalla Bellas Artes a la creación artística, otorgado por el Instituto Nacional de Bellas Artes y Literatura (Inbal) a los creadores mexicanos más destacados del teatro, la danza, la música, la ópera y la literatura.[18]
- Premio a la Mejor Composición Clásica Contemporánea en los premios Grammy 2025, por su obra "Revolución diamantina".[19]Este álbum también fue reconocido en las categorías de Mejor Compendio Clásico y Mejor Interpretación Orquestal.[20]